# Вараво Супериоре (Савона)
Вараво Супериоре је насеље у Италији у округу Савона, региону Лигурија.
Према процени из 2011. у насељу је живело 18 становника. Насеље се налази на надморској висини од 367 м.